# Отрекур-э-Пуррон
Отреку́р-э-Пурро́н (фр. Autrecourt-et-Pourron) — коммуна во Франции, находится в регионе Шампань — Арденны. Департамент коммуны — Арденны. Входит в состав кантона Музон. Округ коммуны — Седан.
Код INSEE коммуны — 08034.
Коммуна расположена приблизительно в 220 км к северо-востоку от Парижа, в 90 км северо-восточнее Шалон-ан-Шампани, в 29 км к юго-востоку от Шарлевиль-Мезьера.

## Население
Население коммуны на 2008 год составляло 347 человек.
| 1962 | 1968 | 1975 | 1982 | 1990 | 1999 | 2008 |
| ---- | ---- | ---- | ---- | ---- | ---- | ---- |
| 472  | 483  | 442  | 442  | 383  | 350  | 347  |

## Администрация
| Период | Период | Фамилия        | Партия | Должность |
| ------ | ------ | -------------- | ------ | --------- |
| 2001   | 2008   | Брюно Шарло    |        |           |
| 2008   |        | Ален Александр |        |           |

## Экономика
В 2007 году среди 225 человек в трудоспособном возрасте (15—64 лет) 156 были экономически активными, 69 — неактивными (показатель активности — 69,3 %, в 1999 году было 56,8 %). Из 156 активных работали 143 человека (77 мужчин и 66 женщин), безработных было 13 (6 мужчин и 7 женщин). Среди 69 неактивных 22 человека были учениками или студентами, 20 — пенсионерами, 27 были неактивными по другим причинам.

## Фотогалерея

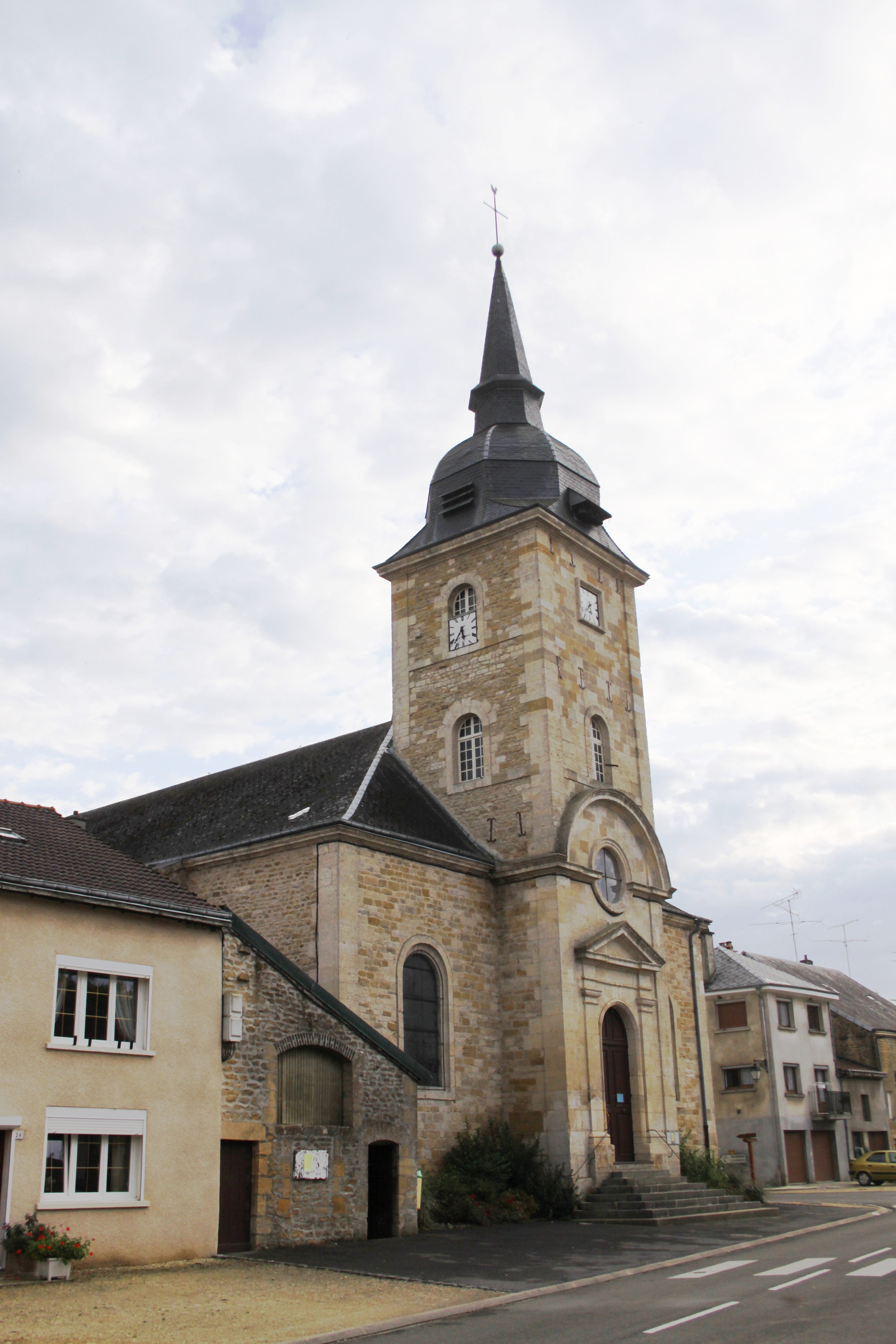
Церковь Сен-Виктор
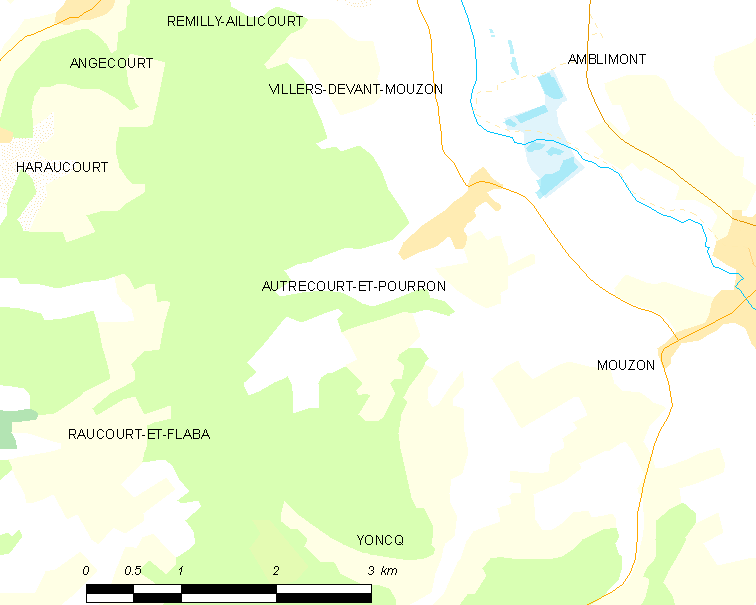
Карта коммуны